# Ola Cabs
Ola Cabs est une entreprise indienne de mise en contact d'utilisateurs avec des conducteurs réalisant des services de transport. Elle est fondée à Mumbai mais son siège social est désormais à Bangalore.
Ola Cabs est une startup licorne ; sa capitalisation était estimée à 3 milliards de dollars en septembre 2017.